# Unbroken (canción de María Ólafsdóttir)
«Unbroken» es una canción interpretada por la cantante islandesa María Ólafsdóttir. La canción  representará a Islandia en el Festival de la Canción de Eurovisión 2015. Fue originalmente interpretada en islandés como "Lítil Skref".